# Dominique Gelli
Pour les articles homonymes, voir Gelli.
 (mai 2014).
Dominique Gelli, né Dominique Gelli Paganelli le 2 juillet 1960, franco-italien est un illustrateur - stroryboarder. En 1980 il rentre à l’école nationale supérieure des Beaux-Arts de Reims en formation plastique. Puis de 1981 jusqu’à 1983 il rejoint les Beaux-Arts de Lille.

## Biographie
Ayant fait les Beaux-Arts de Lille, il travaille sur des bandes dessinées et des affiches de cinéma. En 1990 il reçoit avec Tronchet l'Alph-Art humour au festival d'Angoulême. Il travaille pour diverses de personnes dans le domaine du cinéma comme Jacques Audiard (De rouille et d'os) ( les frères sisters ).
En 1990, il reçoit l'Alph-Art humour au festival d'Angoulême avec Tronchet pour Raoul Fulgurex : Dans le secret du mystère.

## Œuvres
- Raoul Fulgurex, scénario de Tronchet, dessins de Dominique Gelli, Glénat

1. Dans le secret du mystère (oct 1989)
2. La mort qui tue (sep 1992)
3. Les mutinés de la révolte (nov 1995)

Une Intégrale reprenant les trois tomes est parue en 2008
- Patacrèpe et Couillalère, scénario de Tronchet, dessins de Dominique Gelli, Delcourt coll. « Humour de rire »

1. Patacrèpe et Couillalère sont de bons amis (1998)
2. Patacrèpe et Couillalère Présidents du monde (1998)

- Hubert la cervelle, scénario d'Éric Omond, dessins de Dominique Gelli, Delcourt coll. « Jeunesse », 2001[3]
- Mangez le si vous voulez, d’après le roman de Jean Teulé . 2020
- Adaptation du roman « Crénom, Baudelaire! » de Jean Teulé en bande dessinée. Tome 1 - Jeanne (2023) Tome 2 - Les fleurs du mal (2024)